# Кіті Манвер
Кіті Манвер (ісп. María Isabel Ana Mantecón Vernalte; нар. 11 травня 1953, Антекера, Іспанія) — іспанська акторка театру та кіно.

## Вибіркова фільмографія
- Пепі, Люсі, Бом та інші дівчата (1980)
- Розірвані обійми (2009)